# 第32回ボストン映画批評家協会賞
32nd BSFC Awards

2011年12月11日

作品賞: 

The Artist
第32回ボストン映画批評家協会賞（だい32かいボストンえいがひひょうかきょうかいしょう）は、ボストン映画批評家協会が2011年の映画に贈る賞である。2011年12月11日に発表された。

## 受賞一覧
- 作品賞:
  - 『アーティスト』
  - 次点: 『ヒューゴの不思議な発明』、『マーガレット』

- 主演男優賞:
  - ブラッド・ピット - 『マネーボール』
  - 次点: ジョージ・クルーニー - 『ファミリー・ツリー』、マイケル・ファスベンダー - 『SHAME -シェイム-』

- 主演女優賞:
  - ミシェル・ウィリアムズ - 『マリリン 7日間の恋』
  - 次点: メリル・ストリープ - 『マーガレット・サッチャー 鉄の女の涙』

- 助演男優賞:
  - アルバート・ブルックス - 『ドライヴ』
  - 次点: マックス・フォン・シドー - 『ものすごくうるさくて、ありえないほど近い』

- 助演女優賞:
  - メリッサ・マッカーシー - 『ブライズメイズ 史上最悪のウェディングプラン』
  - 次点: ジーニー・バーリン - 『マーガレット』

- 監督賞:
  - マーティン・スコセッシ - 『ヒューゴの不思議な発明』
  - 次点: ミシェル・アザナヴィシウス - 『アーティスト』

- 脚本賞:
  - スティーヴン・ザイリアン、アーロン・ソーキン - 『マネーボール』
  - 次点: ケネス・ロナーガン - 『マーガレット』

- 撮影賞:
  - エマニュエル・ルベツキ - 『ツリー・オブ・ライフ』
  - 次点: ロバート・リチャードソン - 『ヒューゴの不思議な発明』

- ドキュメンタリー賞:
  - 『プロジェクト・ニム』
  - 次点: Bill Cunningham New York

- 外国語映画賞:
  - 『灼熱の魂』（ カナダ）
  - 次点: 『別離』（ イラン）、『ポエトリー アグネスの詩』（ 韓国）

- アニメ映画賞:
  - 『ランゴ』

- 編集賞:
  - クリスチャン・マークレー - The Clock
  - 次点: セルマ・スクーンメイカー - 『ヒューゴの不思議な発明』

- 新人映画人賞:
  - ショーン・ダーキン - 『マーサ、あるいはマーシー・メイ』
  - 次点: J・C・チャンダー - 『マージン・コール』

- アンサンブル・キャスト賞:
  - 『おとなのけんか』
  - 次点: 『マーガレット』

- 音楽賞:（タイ）
  - 『アーティスト』
  - 『ドライヴ』
  - 次点: 『ファミリー・ツリー』